# Machimus alatavicus
Machimus alatavicus là một loài ruồi trong họ Asilidae. Machimus alatavicus được Lehr miêu tả năm 1967. Loài này phân bố ở vùng Cổ Bắc giới.